# Johann Daniel Schumann
Johann Daniel Schumann (7. Februar 1714 in Hann. Münden – 13. März 1787 in Müden (Aller)) war ein deutscher Pädagoge und lutherischer Theologe, der sich im Fragmentenstreit gegen Gotthold Ephraim Lessing stellte.

## Herkunft, Ausbildung und Familie
Sein Vater, Johann Ludolf Schumann, wirkte als Magister und Rektor an der Mündener Stadtschule. Johann Daniel Schumann studierte in Göttingen vom Herbst 1736 bis 1744 unter anderem Theologie und wurde bei Christoph Ludwig Obbarius zum Dr. phil. promoviert. Die Dissertation beschäftigte sich mit dem letzten Zweck göttlicher Handlungen („De Fine Actionum Dei Ultimo Et Universali“).
Schumanns Tochter Caroline Auguste (geboren um 1770) heiratete Nicolaus Burchard Geisler, der Pastor in Bederkesa (1791–1805) und Debstedt (1805–1824) war.

## Schul- und Kirchenämter
Schumann lehrte jahrzehntelang an städtischen Schulen in Mittel- und Norddeutschland. Er war von 1744 an Rektor an der fürstlichen Landesschule in Frankenhausen, ab März 1748 kurzzeitig Rektor in Einbeck und wurde im Juni des Jahres Direktor in Clausthal, wo er über ein Vierteljahrhundert lang wirkte.
1774 übernahm er von Ludwig Wilhelm Ballhorn die Direktorenstelle an der Altstädter Schule in Hannover. Bei der Feier seiner Amtseinführung wirkte Karl Philipp Moritz an dem dabei vorgetragenen Schülergedicht mit; der Lehrer setzte sich – neben der Förderung anderer benachteiligter Schüler – besonders für den armen, aber begabten Moritz ein. In seinem Roman Anton Reiser erschien Moritz der neue Direktor Schumann als „alter Mann, welcher aber Kenntnisse und viel Geschmack besaß, und von Pedanterei, welches bei alten Schulmännern ein so seltener Fall ist, ziemlich frei war.“ Noch nach seiner Schulzeit standen beide in Kontakt, wie ein Brief Moritz’ von 1780 belegt. Schumanns Vorstellungen zur Schulbildung, die er 1777 im Hannoverischen Magazin veröffentlichte, waren von Pragmatik und Tradition geprägt: „Die Natur erlaubt in keiner Sache einen Sprung, ohne denjenigen, der ihn wagt, empfindlich zu strafen.“ Verbesserungen, die das „erleuchtete Publicum“ erwarte, würden nicht durch äußerliche Veränderungen erreicht, sondern sie hingen „von Hülfsmitteln ab, … welche die göttliche Vorsehung alsdenn in wohltätige Ausflüsse sich wird ergießen lassen, wenn sie die Welt auf eine vorzügliche Art zu segnen beschließt.“ Zugleich befand einer der Nachfolger im Direktorenamt, Georg Friedrich Grotefend, in seiner Schulgeschichte, er habe „mit Vorliebe bei den Bemühungen des Directors Schumann verweilt, weil daraus hervorgeht, daß er nicht, wie frühere, vorzüglich das lehrte, worin er eine persönliche Stärke besaß, sondern das, was seine pädagogischen Einsichten als wesentlich nothwendig für die ihm anvertraueten Schüler erkannten.“
Von 1780 bis zu seinem Tod war Schumann Prediger im Rang eines Superintendent adjunktus für die Inspektion Celle in Müden an der Aller.

## Beteiligung am Fragmentenstreit
Schumann trat über diese Lehr- und Seelsorgetätigkeit hinaus durch Gelegenheitsschriften und durch seine Beteiligung am geistesgeschichtlich bedeutenden Fragmentenstreit hervor. Mit einer Schrift über die Evidenz der Beweise für die Wahrheit der Christlichen Religion stellte er sich an der Seite der traditionellen Theologen gegen Gotthold Ephraim Lessings „zweites Fragment“ über die Unmöglichkeit einer Offenbarung, die alle Menschen auf eine gegründete Art glauben könnten. Zu Schumanns Schrift äußerte sich der Literaturwissenschaftler Erich Schmidt polemisch: „Wer wüßte denn ohne Lessing ein Sterbenswörtchen von … Schumann …? Wohlmeinend und brav, breit und seicht, mit ungelehrtem Rüstzeug, stellt er sich trotz Lessings Gegensätzen auf den Standpunkt, das Christentum müsse völlig, auch für den Laien, demonstriert werden.“ Lessing erwiderte in seiner (anonym erschienenen) Schrift Über den Beweis des Geistes und der Kraft, auf die Schumann 1778 eine Antwort auf das aus Braunschweig an ihn gerichtete Schreiben über den Beweis des Geistes und der Kraft gab. Lessings bereits geschriebene Replik blieb unveröffentlicht; er wandte sich anderen Gegnern zu.

## Veröffentlichungen
- Dissertationis Philosophicae De Fine Actionum Dei Ultimo Et Universali Sectio Prior. Ad D. XIX. Sept. A.O.R. MDCCXXXIX. Quam In Alma Georgia Augusta Pro Vindicando Loco In Amplissimo Philosophorum Ordine Benevole Sibi Concesso Publico Eruditorum Examini Submittit Praeses M. Christophorus Ludovicus Obbarius, Respondente Jo. Daniel Schumanno, Mundensi. Vandenhoeck, Göttingen 1739 (Digitalisat).
- Ehev. Fallaces. Hominvm. Spes. Miseramqve. Gavdii. Ac. Moeroris. Vicissitvdinem. Adeone. Nvlla. Inter. Mortales. Felicitas. Qvae. Non. Lvctifica. Aegritvdine. Et. Lacrvmis. Contaminetvr. Discite. Hoc. Mortales. In. Fvnere. S. l. 1747 (Gedächtnisgedicht auf Luise Emilie Molwiz, Digitalisat).
- Samuel Chandler: Deutliche Gründe warum man ein Christ seyn müsse. Ihrer Nuzbarkeit wegen aus dem Englischen übersezt nebst Anmerkungen von Johann Daniel Schumann (Originaltitel: „Plain reasons for being a Christian“). Blochberger, Leipzig 1747 (Digitalisat).
- Über die Evidenz der Beweise für die Wahrheit der Christlichen Religion. Schmidt, Hannover 1778 (Digitalisat; Rezension. In: Commentarii De Rebus Novis Literariis. Bd. 1, 1778, S. 25–30).
- Bemühungen der Lehrer in der großen Schule der Altstadt Hannover, auf Verlangen entworfen von dem Director derselben. In: Hannoverisches Magazin. Bd. 14, 1777, 43. Stück, Sp. 673–688; 44. Stück, Sp. 689–702 (Digitalisat).

## Belege
1. ↑  Für den ganzen Absatz Herbert Lommatzsch: Gelehrte Beziehungen zwischen Göttingen und dem Harz im 17. und 18. Jahrhundert. In: Göttinger Jahrbuch 18 (1970), S. 109–122, hier S. 112.
2. ↑  Christof Wingertszahn weist darauf hin, dass sich Schumann schon für das Sommersemester 1736 in Jena immatrikuliert hatte. Siehe Karl Philipp Moritz: Anton Reiser. Text/Kommentar. Sämtliche Werke, Bd. 1. Hrsg. von Christof Wingertszahn. Niemeyer, Tübingen 2006, S. 953.
3. ↑  Eintrag auf der genealogischen Website Ortsfamilienbücher.de.
4. ↑  Digitalisat der Antrittsrede.
5. ↑  Digitalisat der Antrittsrede.
6. ↑  Christof Wingertszahn (Hrsg.): Anton Reiser. Text/Kommentar. Niemeyer, Tübingen 2006, S. 689.
7. ↑  Ode, bei dem Antritte ihres neuen verehrungswürdigen Lehrers, des Herrn Mag. Johann Daniel Schumann, bisherigen Directors zum Clausthal. Von den auf dem Lyceum zu Hannover Studirenden der ersten Ordnung. Am 9ten Mai 1774. Schlüter, Hannover 1774.
8. ↑  Christof Wingertszahn (Hrsg.): Anton Reiser. Text/Kommentar. Niemeyer, Tübingen 2006, S. 896.
9. ↑  Karl Philipp Moritz: Anton Reiser. Ein psychologischer Roman. Maurer, Berlin 1786, Dritter Theil, S. 224.
10. ↑  Anneliese Klingenberg: Zwei Briefe von Karl Philipp Moritz nach Hannover. In: Text und Kritik. Bd. 118/119, 1993, S. 10–14 (Briefe abgedruckt auf S. 3–9).
11. ↑  Johann Daniel Schumann: Bemühungen der Lehrer in der großen Schule der Altstadt Hannover, auf Verlangen entworfen von dem Director derselben. In: Hannoverisches Magazin. Bd. 14, 1777, 43. Stück, Sp. 673–688; 44. Stück, Sp. 689–702, hier Sp. 678 und Sp. 682.
12. ↑  Georg Friedrich Grotefend: Geschichte des Lyceums der Königlichen Residenz-Stadt Hannover während des Zeitraumes von 1733 bis 1833 als Einladung zum Redeact bei der dritten Secularfeier der Reformation am 16ten September 1833, Morgens um 10 Uhr, von Georg Friedrich Grotefend. Jänecke, Hannover 1833, S. 37–42, Zitat S. 41 (Digitalisat).
13. ↑  Königlich Groß-Britannisch- und Chur-Fürstlich Braunschweig-Lüneburgischer Staats-Kalender auf das Jahr 1784. Berenberg, Lauenburg 1784, S. 167.
14. ↑  Zur Struktur und Abfolge des Schlagabtauschs zwischen Lessing und Schumann Wilfried Barner u. a.: Lessing. Epoche, Werk, Wirkung. Arbeitsbücher zur Literaturgeschichte. 6. Auflage, Beck, München 1998, S. 292 f.
15. ↑  Gerhard Freund: Ein Trojaner. Lessings Reimarus-Fragmente als Anfrage an die zeitgenössische Theologie. In: Johann Anselm Steiger (Hrsg.): 500 Jahre Theologie in Hamburg. Hamburg als Zentrum christlicher Theologie und Kultur zwischen Tradition und Zukunft. De Gruyter, Berlin 2005, ISBN 978-3-11-018529-4, S. 133–154, hier S. 146 f.
16. ↑  Erich Schmidt: Lessing. Geschichte seines Lebens und seiner Schriften. 2 Bände in einem Band. Nachdruck der Ausgabe Berlin, Weidmann, 1923; Hildesheim u. a. 1983, S. 218–222, Zitat S. 218.
17. ↑  Rudolf Smend: Lessing und die Bibelwissenschaft. In: ders.: Bibel und Wissenschaft. Historische Aufsätze. Mohr Siebeck, Tübingen 2004, ISBN 3-16-148344-8, S. 71–89, hier S. 84 f.

| Personendaten    | Personendaten                    |
| ---------------- | -------------------------------- |
| NAME             | Schumann, Johann Daniel          |
| KURZBESCHREIBUNG | deutscher Schulmann und Prediger |
| GEBURTSDATUM     | 7. Februar 1714                  |
| GEBURTSORT       | Hann. Münden                     |
| STERBEDATUM      | 13. März 1787                    |
| STERBEORT        | Müden (Aller)                    |